# Fundamental Interpersonal Relations Orientation
Fundamental Interpersonal Relationship Orientation (FIRO) är en social relationsteori som presenterades 1958 av den amerikanske psykologen Will Schutz.
Teorin framtogs i samband med Koreakriget då Schutz fick i uppdrag att undersöka varför grupper med lika utbildad personal med samma uppgifter fungerade olika effektivt. Schutz fann att skillnader i effektivitet berodde på arbetsgruppens inbördes relationer och medlemmarnas sätt att kommunicera.
Will Schutz kom också fram med FIRO då man hade märkt att besättningar på olika örlogsfartyg presterade väldigt annorlunda trots att de alla kom från liknande organisationer och utbildningar. FIRO-teorin kom att bli det ledande verktyget att använda när man ville se vilka drivkrafter som styr människors beteende när de deltar i en grupp. 

## Grupputvecklingsfaser
Med båten som metafor visar Schutz i sin modell att en grupp genomgår tre faser i sin utveckling och gruppernas effektivitet är beroende av hur man hanterar dess faser.
- Tillhörandefasen aktualiseras kring frågan om medlemskap: Vill jag och får jag vara med i gruppen och komma ombord[2]? Det beskriver den omogna gruppens relationer där individernas fokus handlar om frågeställningar om att tillhöra eller inte tillhöra en grupp. Medlemmen agerar artigt och försöker orientera sig bland de övriga gruppmedlemmarna för att se om hon/han kan acceptera de andra och bli accepterad av de andra. Individens behov är att känna sig tillräckligt betydelsefull för att tillhöra gruppen. Om medlemskapet godkänns inträder ett mellanstadium som kallas för gemyt, där fokus läggs på vem som ska leda, vem som ska ta ansvar och hur hierarkin ska behandlas[2].
- Kontrollfasen benämns även som rollsökningsfasen. Här är det en fråga om makt, ledarskap, ansvar och hierarki behandlas: vem är det som styr båten[2]? Rollsökning som beskriver gruppens relationer där individernas fokus handlar om frågeställningar om vilken position individen har i gruppen. Medlemmen agerar ofta konfrontativt eller bevakande gentemot övriga gruppmedlemmar för att mäta sin egen och andras position i gruppen. Individens behov är att känna sig tillräckligt kompetent och att ha tillräckligt inflytande för att kunna påverka gruppen. Detta mellanstadium präglas av stabilisering[2].
- Öppenhetfasen även kallad samhörighetsfasen. Där finns frågeställningar som: Hur nära eller hur långt ifrån vill jag och får jag sitta i båten[2]? Fasen beskriver den mogna gruppens relationer där individernas fokus handlar om frågeställningar om relationer till övriga gruppmedlemmar, hur nära respektive långt ifrån vill jag vara andra. Medlemmarna agerar öppet mot varandra och delger varandra känslor och tankar. Individens behov är att känna sig tillräckligt omtyckt av andra. Fasen kännetecknas av öppenhet.  Det är först i denna fas som arbetsgruppen har full effekt för det arbete den är satt att utföra. Många grupper når dock aldrig fram till samhörighetsfasen eftersom dialoger och reflektioner inte prioriteras[2].

Gruppmodellen bygger på en grundmodell som säger att alla mänskliga behov och beteenden kan beskrivas genom dimensionerna Tillhöra, Kontroll och Öppenhet.

## Individutvecklingsfaser
I FIRO beskriver Will Schutz individen på nivåerna Beteende, Känsla samt Själv.
- Tillhörighetsfasen: Individens beteende drivs av hur betydelsefulla andra är för en själv och hur betydelsefull individen upplever sig vara för andra; individen vill vara lagom betydelsefull för andra och vill att de ska vara lagom betydelsefulla för denne.
- Kontrollfasen: Hur kompetent (omdömesgill, kapabel, kunnig etc) individen upplever vår omgivning och hur kompetent individen upplever sig vara i omvärldens ögon, driver individens beteende i kontroll; t.ex. villigheten att delegera uppgifter till andra och hur villigheten att själva ta på oss ansvar.
- Öppenhetsfasen: Hur mycket individen tycker om andra och hur mycket individen upplever att andra tycker om honom/henne, påverkar hur mycket individen vill dela med sig av sina innersta tankar och känslor samt hur mycket individen vill lyssna till andras innersta tankar och känslor.

FIRO säger att individen strävar efter att vara lagom; lagom betydelsefull, lagom kompetent och lagom omtyckt. Individen kan med andra ord känna sig såväl för lite kompetent (oduglig) som för mycket kompetent (för höga förväntningar och ansvar), för lite betydelsefulla (ensamma) som för betydelsefull (överinkluderade), för lite omtyckt (avsaknad av intimitet) som för mycket omtyckt (känslomässig gisslan, kvävd av kärlek etc).
På nivån Själv i FIRO beskrivs hur individens känslor gentemot sig själv driver beteendet i faserna Tillhörighetsfasen, Kontrollfasen och Öppenhetsfasen.
Det finns rädslor kopplade till FIRO. Rädslan i tillhörighetsfasen är att bli ignorerad, i kontrollfasen att bli förödmjukad och i öppenhetsfasen att bli bortstött. Grundrädslan är att inte kunna hantera en viss situation, och den baseras på individens självuppfattning; om individen till exempel har en självuppfattning som säger att den inte är så kompetent (omdömesgill, kapabel, kunnig etc) som den borde vara, är det sannolikt att individen omedvetet även förväntar mig att omgivningen ser på den på samma sätt (projicering) samt att individens i vissa situationer drivs av en omedveten rädsla för att misslyckas och därigenom känna sig förödmjukad. Samma typ av resonemang kan givetvis föras avseende rädslorna för att uppleva smärtan av att bli ignorerad respektive bortstött.
När individen (omedvetet) drivs av någon av ovanstående rädslor används olika strategier för att undvika de känslor som inte är önskvärda; individen har olika försvar för att undvika oönskade känslor. Oavsett strategi är konsekvensen att individen blir rigid i sitt beteende.

## Gruppen
En grupp enligt FIRO-teorin är en samling individer med en gemensam målsättning, arbetslag. Storleken är två till uppemot 12 personer. Är gruppen större faller gruppen isär i flera delar eftersom vi inte kan hålla fler nära relationer aktuella. Mindre grupper (ex. familjer) styrs av fler faktorer.
En grupp, enligt FIRO-teorin, utvecklas cykliskt, det vill säga att gruppen måste passera alla faser i turordning. Om någon händelse inträffar som förändrar gruppen kan gruppens utveckling återgå till tidigare faser. Exempel på förändringar i gruppen kan vara att en medlem slutar eller tillkommer men också om gruppen utsätts för belastningar som den inte kan klara av själv.
Att notera är att Will Schutz arbeten främst handlar om individen och dennes relationer i gruppen snarare än att vara en gruppdynamisk teori.

## Användning
FIRO-teorin har varit basen för svenska försvarets grundläggande ledarskapsutbildning i kursen UGL (Utveckling av grupp och ledare). I den senaste versionen av UGL-konceptet, UGL 2008, är basen Susan Wheelans IMGD-teori. Ett “Family FIRO” synsätt kan tillämpas när man ska beskriva förhållanden inom familjeföretag.  

## Ytterligare utveckling
Under 1970-talet gick Schutz tillbaka och utvecklade FIRO-teorin. Detta gjorde han genom att tillföra flera instrument(Element) att ta hänsyn till (Schutz 1994, 1992). Dessa var;
- Element B: Beteende (en förbättrad version av FIRO-B) Will Schutz skapade på femtiotalet ett nytt verktyg till den redan befintliga FIRO-teorin. Detta Element B som han kallar verktyget används för att mäta interaktionen mellan två individer. Verktyget blev snabbt en succé, för dess breda användningsområde, världen över. Det var ur detta element som begreppet "The Human Element" kom att ta sin form. Element B kan ses som självskattningsverktyg. Användningsområdena kan vara konflikthantering, till att utveckla ledare och att användas som ett verktyg för feedback till och mellan medarbetare i en organisation[4]. Schutz påverkades av den psykologiska litteraturen och arbeten av t.ex. Freud, Adorno, Fromm, Adler och Jung när han konstruerade Element B. De mänskliga relationerna kan indelas i tre kategorier: integration, kontroll och tillgivenhet. FIRO-B-modellen beskriver samspelet mellan dessa tre kategorier[5].
- Elementet F: Känslor
- Element S: Självkänsla
- Element W: Arbetsrelationer
- Element C: Nära relationer
- Element P: Föräldrarelationer
- Element O: Organisatoriskt klimat

Sedan 1984 har dessa instrument använts för att få en större medvetenhet.